# Fritz Messner
Fritz Messner (18. siječnja 1912. – 7. studenog 1945.) je bivši njemački hokejaš na travi. Igrao je na mjestu napadača.
Osvojio je srebrno odličje na hokejaškom turniru na Olimpijskim igrama 1936. u Berlinu igrajući za Njemačku. Odigrao je tri susreta.

## Vanjske poveznice
- Profil na Database Olympics